# Vereinigte Flugtechnische Werke
Vereinigte Flugtechnische Werke (často jen zkratkou VFW) byl německý letecký výrobce vzniklý v roce 1964 sloučením společností Focke-Wulf a Weser Flugzeugbau GmbH (Weserflug). Jeho vytvoření bylo přirozeným výsledkem předchozí spolupráce těchto dvou společností, které v roce 1961 (tehdy ještě s firmou Hamburger Flugzeugbau) založily alianci Entwicklungsring Nord (ERNO), zaměřenou na vývoj raketové techniky.
Mezi lety 1969 až 1980 spolu s nizozemskou společností Fokker utvořil joint venture VFW-Fokker GmbH.
V roce 1981 byl podnik převzat společností Messerschmitt-Bölkow-Blohm (MBB), která byla později v roce 1989 začleněna do DaimlerChrysler Aerospace, která se poté v červenci 2000 sloučila s Aérospatiale-Matra a CASA do EADS.
Nástupce skupiny ERNO a VFW byl nadále aktivní jako součást divize vesmírné infrastruktury Astrium, a podílel se na evropském projektu nosných raket Ariane a projektu Mezinárodní vesmírné stanice. V červnu 2003 se tato jednotka stala součástí EADS Space Transportation.

## Produkty
- SG-1262
- VFW VAK 191B
- VFW-614
- VFW H-3
- VFW-Fokker FK-3
- Transall C-160 (v rámci konsorcia Transall)